# Thunder Rosa
Melissa Cervantes (Tijuana, 22 de julho de 1986), é uma lutadora de wrestling profissional mexicana e ex-lutadora de artes marciais mistas que atualmente trabalha para a All Elite Wrestling (AEW) sob o nome de ringue Thunder Rosa. Ela também apareceu em outra promoções como World Wonder Ring Stardom (Stardom), Impact Wrestling e na National Wrestling Alliance (NWA).
Cervantes apareceu nas temporadas 2 a 4 da série de TV baseada em wrestling Lucha Underground como Kobra Moon, líder da tribo Reptile; ela venceu o Lucha Underground Trios Championship (com Daga e Jeremiah Snake). Após o término do show, ela voltou a se apresentar no circuito independente, trabalhando na Women of Wrestling (WOW) em 2018 como Serpiente, e conquistou o NWA World Women's Championship em 2019. Ela é a primeira mexicana a conquistar os dois títulos e também a primeira mulher de seu país a conquistar um título mundial em uma grande empresa dos EUA. Cervantes também fundou a Mission Pro Wrestling (MPW), uma promoção independente no do Texas baseada em wrestling feminino.
Cervantes fez sua estreia nas artes marciais mistas em 2019 no Combate Americas.

## Carreira de wrestling profissional

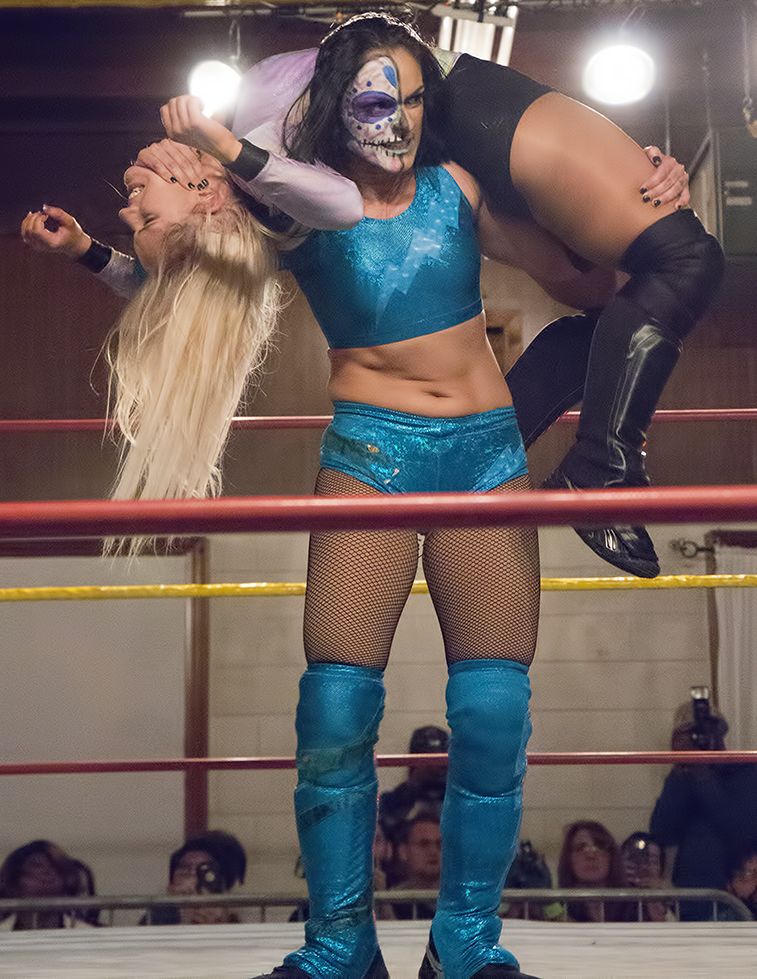
Shazza McKenzie lutando com Thunder Rosa em novembro de 2017

### Início da carreira
Cervantes fez sua estreia no wrestling no final de 2014, em uma batalha real da Supreme Pro Wrestling em Sacramento, Califórnia. Em 2015, ela se apresentou regularmente em toda a Califórnia e, em 12 de abril, fez sua estreia na World Wonder Ring Stardom (também conhecida como "Stardom").

### Lucha Underground (2015–2019)
Cervantes se juntou ao elenco da Lucha Underground na 2ª temporada como Kobra Moon, líder da tribo Reptile; ela permaneceria no programa pelo restante de sua exibição. Ela foi indicada para o Prêmio de Novato do Ano do Sul da Califórnia em 2015 e terminou em segundo lugar, atrás de Douglas James.
Em 2016, Cervantes voltou a Stardom para participar da Goddesses of Stardom Tag League, fazendo parceria com Holidead. Ela ganhou o prêmio de lutadora feminina do ano do sul da Califórnia em 2016. Ela foi liberada em 26 de março de 2019.

### Ring of Honor (2018–2019)
Em 15 de junho de 2018, Thunder Rosa fez sua estreia na Ring of Honor em seu show ROH State Of The Art, juntando-se a Kelly Klein contra Sumie Sakai e Tenille Dashwood. No episódio de 3 de novembro (que foi ao ar em 15 de dezembro) do programa de TV semanal homônimo da ROH, Rosa se juntou a Holidead como "The Twisted Sisterz", derrotando Britt Baker e Madison Rayne.

### Women of Wrestling (2018–2019)
Cervantes trabalhou durante as gravações de outubro de 2018 da Women of Wrestling sob o nome Kobra Moon. Sua primeira luta televisionada foi ao ar em 1º de março de 2019, onde foi comandada por Sophia Lopez ao derrotar Azteca. Com a WOW renovada para uma segunda temporada, o nome de Moon mudou para Serpentine. No episódio de 14 de setembro da WOW, Serpentine desafiou sem sucesso Tessa Blanchard pelo WOW World Championship.

### Tokyo Joshi Pro (2019–2020)
Em 29 de abril de 2019, Thunder Rosa fez sua estreia na Tokyo Joshi Pro Wrestling, fazendo parceria com Yuki Aino contra Mizuki e Yuka Sakazaki. Ao vencer o International Princess Championship em 5 de janeiro de 2020, de Maki Itoh, Rosa se tornou a primeira gaijin a vencer o título na história da Tokyo Joshi Pro. Em 7 de outubro, Thunder Rosa anunciou que havia abdicado do título porque as restrições de COVID-19 a impediam de viajar para o Japão.

### National Wrestling Alliance (2019–2021)
Thunder Rosa fez sua estreia na TV da National Wrestling Alliance (NWA) no episódio de 29 de outubro de 2019 do NWA Power. Depois que Marti Belle perdeu para Ashley Vox, Thunder Rosa entrou no ringue e estendeu a mão para Belle, que Belle recusou ao sair do ringue. No episódio seguinte, Rosa fez sua estreia no ringue, derrotando Ashley Vox e atacando-a após a luta. Rosa mais tarde atacou a Campeã Mundial Feminina da NWA, Allysin Kay, com Belle também atacando Kay e se alinhando com Rosa. No episódio de 19 de novembro do NWA Power, Belle e Thunder Rosa derrotaram Kay e Vox, após Melina distrair Kay, e alinhando-se com Belle e Rosa. No NWA Hard Times em 24 de janeiro de 2020, Thunder Rosa derrotou Allysin Kay para conquistar o NWA World Women's Championship e também se tornar a primeira lutadora nascida no México a vencer o título. Ela perderia o título para Serena Deeb em 27 de outubro de 2020, no UWN Primetime Live. A Fightful Select relatou em 22 de julho de 2021, que seu contrato na NWA foi comprado pela All Elite Wrestling, permitindo que ela assinasse com a AEW em tempo integral. A NWA desejou boa sorte a ela por meio de sua conta no Twitter.

### Impact Wrestling (2021)
Thunder Rosa fez sua estreia na Impact Wrestling em 17 de julho de 2021, no Slammiversary como a oponente misteriosa da Campeã Knockouts da Impact Deonna Purrazzo.

### All Elite Wrestling

#### Estreia e assinatura (2020–2022)
Thunder Rosa fez sua estreia na All Elite Wrestling (AEW) em 22 de agosto de 2020, em um episódio do Dynamite, onde fez uma promo para a então Campeã Mundial Feminina da AEW Hikaru Shida, e a desafiou para uma luta pelo título no All Out. No episódio de 2 de setembro do Dynamite, Thunder Rosa fez sua estreia no ringue da AEW, onde derrotou Serena Deeb. No All Out, Thunder Rosa desafiou sem sucesso Shida pelo AEW Women's World Championship. No episódio de 16 de setembro do Dynamite, Rosa defendeu com sucesso seu NWA World Women's Championship contra Ivelisse. Após a luta, Rosa foi atacada por Diamante e Ivelisse, sendo posteriormente salva por Shida, tornando Rosa uma face no processo. Uma semana depois no Dynamite, Rosa se juntou a Shida quando eles derrotaram Diamante e Ivelisse em uma luta de duplas. No episódio de 18 de novembro do Dynamite, Rosa lutou contra Deeb em uma revanche pelo NWA Women's Championship, mas perderia após interferência externa da Dra. Britt Baker. Após a luta, Rosa lutou com Baker.
No episódio de 17 de março de 2021 do Dynamite, Rosa e Britt Baker se tornaram as primeiras mulheres no evento principal do Dynamite; Rosa derrotou Baker em uma intensa luta Unsanctioned Lights Out que foi muito elogiada pelos críticos e amplamente vista como quebrando as suposições sexistas de que as lutadoras não podiam lutar uma luta no estilo "hardcore". Onze meses após sua estreia, em seu aniversário de 35 anos, em 22 de julho de 2021, foi anunciado que Rosa havia assinado oficialmente um contrato de tempo integral com a AEW. No episódio especial de 24 de novembro do Dynamite sendo chamado de AEW Thanksgiving EVE, Rosa lutou no torneio pelo AEW TBS Championship onde ela enfrentou Jamie Hayter conseguindo a vitória. No episódio especial de 29 de dezembro do Dynamite chamado de AEW New Year's Smash, Rosa enfrentou Jade Cargill nas semifinais do torneio que Rosa perdeu devido à interferência de Mercedes Martinez.

#### Campeã Mundial Feminina da AEW e lesão (2022)
Em 6 de março de 2022, no Revolution, Rosa enfrentou Britt Baker pelo AEW Women's World Championship, no entanto, devido a Baker, Jamie Hayter e Rebel distrair o árbitro e trapacear, isso resultou na derrota de Rosa. No episódio da edição especial de 16 de março de Dynamite St. Patrick's Day Slam, Rosa venceu o AEW Women's World Championship depois de derrotar Baker em uma luta Steel Cage em sua cidade natal adotiva, San Antonio, Texas. Em 16 de abril, Rosa defendeu seu título com sucesso contra Nyla Rose no evento principal da AEW Battle of The Belts. Em 29 de maio, no Double or Nothing, Rosa defendeu seu título com sucesso contra Serena Deeb. Em 8 de junho no Dynamite Rosa defendeu seu título contra Maria Shafir. No AEW x NJPW: Forbidden Door, Rosa defendeu com sucesso seu título contra Toni Storm. Em 27 de julho, no Fight For The Fallen, Rosa defendeu seu título contra Miyu Yamashita, no qual Yamashita ganhou uma chance depois de derrotar Thunder Rosa na TJPW. Em 5 de agosto no AEW Battle Of The Belts III, Rosa derrotou Jamie Hayter para reter o título. Em 24 de agosto no Dynamite, Rosa revelou que não poderia defender seu título devido a uma lesão, o que levou a alegações de que a lesão era falsa, o que Rosa negou. Inicialmente, a empresa manteve intacto o reinado de Rosa em sua ausência, enquanto avançava com uma campeã interina. Esta decisão foi rescindida três meses depois, pois foi anunciado no episódio de 23 de novembro do Dynamite que Rosa havia abdicado de seu título, com Toni Storm e Jamie Hayter tendo seus reinados provisórios reconhecidos como totalmente lineares.

### Lucha Libre AAA Mundial
Durante a Triplemanía XXX: Tijuana, Taya Valkyrie desafiou Thunder Rosa, pedindo para provar que esta é a melhor lutadora feminina do México. Rosa reagiu nas redes sociais aceitando o desafio. Em 8 de agosto de 2022, a Lucha Libre AAA Worldwide realizou uma coletiva de imprensa para confirmar a luta.

## Carreira no MMA
No dia 13 de setembro de 2019, foi confirmado que Cervantes havia assinado com o Combate Américas. Sua primeira luta está marcada para 8 de novembro, em San Antonio, Texas.
Em junho de 2022, foi confirmado que Cervantes retornaria ao Combate Américas como comentarista nas edições de 15 e 22 de julho daquele ano.

## Títulos e prêmios
- All Elite Wrestling

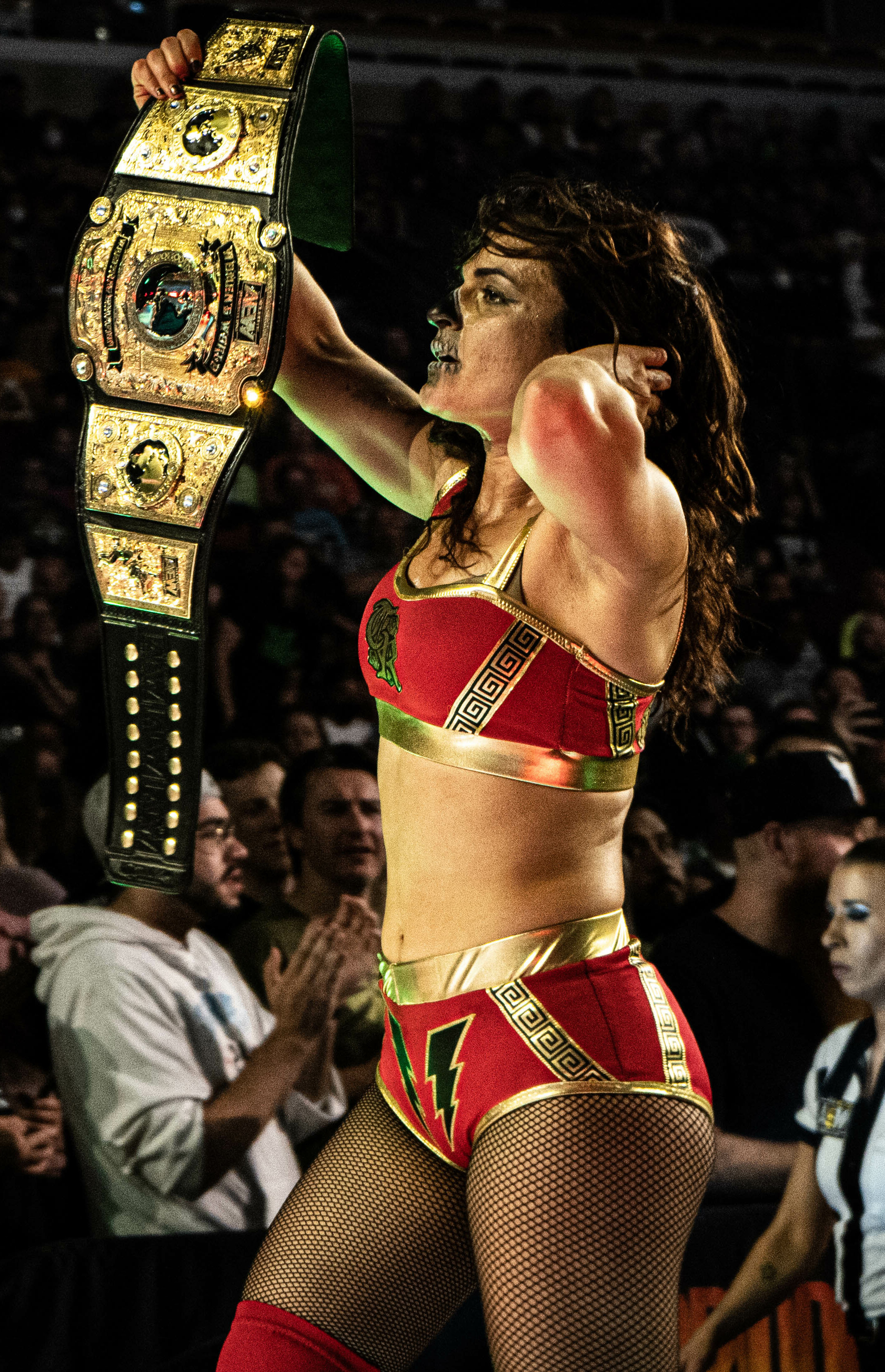
Rosa como Campeã Mundial Feminina da AEW em junho de 2022

  - AEW Women's World Championship (1 vez)[52]
- Allied Independent Wrestling Federations
  - AIWF International Women's Championship (1 vez)[53]
- Gold Rush Pro Wrestling
  - GRPW Lady Luck Championship (1 vez)[53]
- East Bay Pro Wrestling
  - EBPW Ladies Champion (1 vez)[53]
- Inspire Pro Wrestling
  - Inspire Pro Twin Dragon Connection Championship (3 vezes) – com Cherry Ramons (1), Raychell Rose (1), Steve O Reno (1)[53]
- Lucha Underground
  - Lucha Underground Trios Championship (1 vez) – com Daga e Jeremiah Snake[54]
- National Wrestling Alliance
  - NWA World Women's Championship (1 vez)[55]
- Pro Wrestling Illustrated
  - Luta do ano (2021) vs Britt Baker[56]
  - A PWI colocou Rosa na 3ª posição das 150 melhores lutadoras na PWI Women's 150 em 2022[57]
- Shine Wrestling
  - Shine Tag Team Championship (1 vez) – com Holidead[58]
- SoCal Uncensored
  - Southern California Women's Wrestler of the Year (2016)[59]
- Tokyo Joshi Pro Wrestling
  - International Princess Championship (1 vez)[60]
- Vendetta Pro Wrestling
  - NWA International Tag Team Championship (1 vez) – com Holidead[53]
- Warrior Wrestling
  - Warrior Wrestling Women's Championship (1 vez)[61]